# 东西伯利亚经济地区
东西伯利亚经济地区（俄语：Восто́чно-Сиби́рский экономи́ческий райо́н），又译东西伯利亚经济区，是俄罗斯的12个经济地区之一。
东西伯利亚经济区地形多高原、山地和河流盆地，主要城市为克拉斯诺亚尔斯克、伊尔库茨克、乌兰乌德和赤塔，都位于西伯利亚铁路沿线。此铁路在乌兰乌德有一个分支，连接蒙古国和中国北京。在布拉茨克、克拉斯诺亚尔斯克和伊尔库茨克有水电站。此地富含煤炭、黄金、石墨、铁矿石、铝矿石、锌和铅的资源，也养家畜。

## 联邦主体
- 伊尔库茨克州
- 哈卡斯共和国
- 克拉斯诺亚尔斯克边疆区
- 图瓦共和国